# Hargeisa

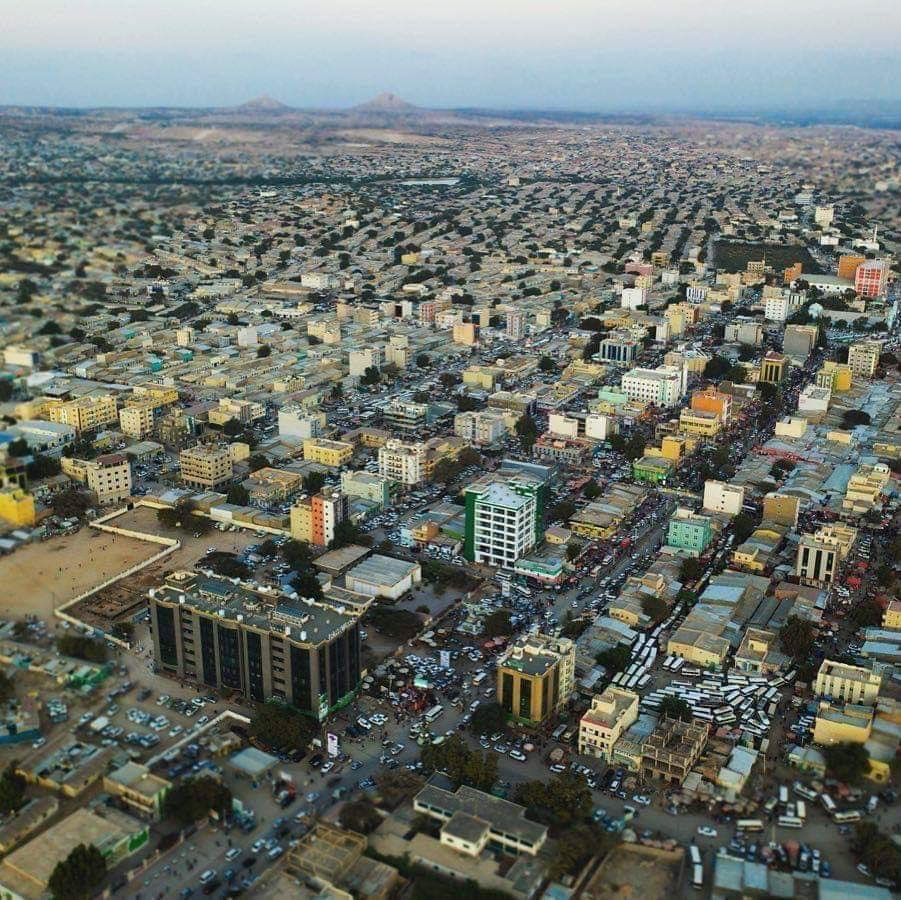
Vy över Hargeisa.

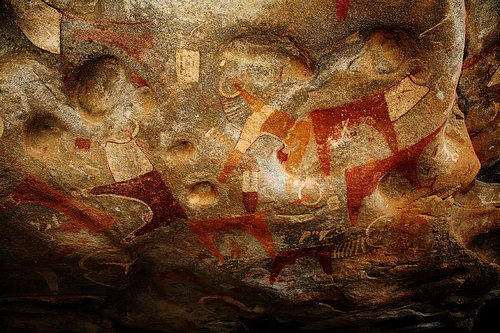
En av grottmålningarna i Laas Geel.

Hargeisa (Hargeysa, Hargaysa) är huvudstad i Somaliland. Den är belägen i regionen Woqooyi Galbeed. Hargeisa ligger nära gränsen till Etiopien och cirka 15 mil sydväst om kuststaden Berbera. Hargeisa var tidigare huvudstad i Isaaqsultanatet.
Staden är belägen i det torra och bergiga Ogo-höglandet, cirka 1 330 meter över havet, vilket innebär att den har ett mildare klimat än Adenvikens kustområde. Inga folkräkningar har genomförts i området under lång tid, men FN beräknade att stadens folkmängd uppgick till cirka 1 miljon invånare 2020.

## Historia
Området har varit bebott länge. År 2005 upptäcktes grottmålningar som beräknas vara 7 000 år gamla, från neolitikum, grottorna heter Laas Geel och ligger i utkanten av Hargeisa.
1888 etablerade Storbritannien protektoratet Brittiska Somaliland i området. Dess första huvudstad var Berbera, men 1941 blev Hargeisa huvudstad. 1960 blev protektoratet självständigt och några dagar senare förenades det med Italienska Somaliland och bildade Somalia. 
Under 1980-talet gjorde befolkningen i Hargeisa och småstäderna runtom uppror för att frigöra sig från Somalia, vilket bland annat ledde till att Barres regim bombade Hargeisa. Staden blev nästan helt förstörd 1988, då den hamnade mellan de stridande parterna i inbördeskriget, och större delen av befolkningen flydde. Sedan 1990-talet har staden återuppbyggts och är en handelsstad. Hargeisa har en internationell flygplats och vägförbindelser till Berbera, Harar i Etiopien och Djibouti.
2015 beskrev CNN staden som ett "mishmash" mellan traditionell muslimsk kultur, där kvinnor bär slöja och alkohol är förbjudet, marknader och nya moderna butiker med stora skyltfönster.